# Веноконстрикция
Веноконстри́кция — спазм ёмкостных сосудов вен. Снижает ёмкость венозного резервуара.
При травме, сопровождающейся большой кровопотерей, в организме происходит выброс в кровь катехоламинов (адреналина и норадреналина), который приводит к развитию генерализованного спазма мелких сосудов на периферии (конечности, таз, брюшная полость). Спазм имеет две стадии. Первая — веноконстрикция, вторая компенсаторная стадия — спазм артериол и прекапиллярных сфинктеров. Все это необходимо для перераспределения крови и поддержания перфузии головного мозга.